# Helmut Zahn
Pour les articles homonymes, voir Zahn.
Helmut Zahn (né le 13 juin 1916 à Erlangen, mort le 14 novembre 2004 à Aix-la-Chapelle) est un chimiste allemand.

## Biographie
Il est connu pour avoir été l'un des premiers chimistes à réaliser la synthèse de l'insuline (1963). Ses travaux portant sur la synthèse de l'insuline ont, en effet, abouti de manière presque simultanée avec ceux du chercheur américain Panayotis Katsoyannis de l'Université de Pittsburgh,.
Le prix Nobel de Chimie auquel il aurait pu prétendre ne lui a toutefois pas été décerné, car un prix Nobel avait déjà été attribué en 1958 dans ce domaine de recherche au Britannique Frederick Sanger pour des travaux portant notamment sur la structure de l'insuline.
Helmut Zahn a (co)-signé plus de 700 publications.